# Porky in Wackyland
Porky in Wackyland és un curtmetratge d'animació surrealista dirigit per Bob Clampett i produït per Warner Bros. Cartoons. El curt va ser estrenat el 1938 per The Vitaphone Corporation, la divisió de curtmetratges de Warner Bros. Pictures, com a part de la sèrie Looney Tunes.
El curtmetratge és protagonitzat per Porky Pig, que representa el paper d'un caçador que va a l'Àfrica a caçar un estrany pardal: el Dodo. Tanmateix, la cacera de l'animal es desenvoluparà durant una successió de gags d'estil surrealista, amb escenaris i personatges inspirats en l'obra de Salvador Dalí.
El 1994 aquest curtmetratge va quedar en huitena posició a la llista 50 Greatest Cartoons. En 2000 la Biblioteca del Congrés dels Estats Units va reconéixer la pel·lícula com a "culturalment significativa", i va seleccionar-la perquè es preservara al National Film Registry.

## Ús posterior
Clampett va reutilitzar part del treball de "Porky in Wackyland" per al curtmetratge de 1943 Tin Pan Alley Cats, un surrealista curtmetratge protagonitzat per estereotípics personatges de raça negra i que actualment es troba censurat a iniciativa de la mateixa Warner Brothers. El 1948 Friz Freleng va supervisar un remake a color de Porky in Wackyland. Retitulat com a Dough for the Do-Do, el remake es va estrenar en 1949.
Dough for the Do-Do té el mateix guió que el curt original, sent només una actualització de Porky in Wackyland on sols es van canviar el disseny dels fons i la longitud d'alguns gags. En la seua realització també s'hi va reutilitzar treball del curt Tin Pan Alley Cats.
Dough for the Do-Do va ser realitzat en Technicolor, tot i que una disputa amb l'empresa propietària de la tecnologia va fer que s'haguera d'adaptar a Cinecolor. Posteriorment el curt seria reestrenat en Technicolor.